# Primera División Uruguaya 1961
Il campionato era formato da dieci squadre e il Peñarol vinse il titolo.

## Classifica finale
| Pos. | Squadra              | G  | V  | N  | P  | GF | GS | Punti |
| ---- | -------------------- | -- | -- | -- | -- | -- | -- | ----- |
| 1    | Peñarol              | 18 | 13 | 4  | 1  | 51 | 22 | 30    |
| 2    | Nacional             | 18 | 13 | 1  | 4  | 39 | 16 | 27    |
| 3    | Defensor             | 18 | 9  | 5  | 4  | 35 | 27 | 23    |
| 4    | Danubio              | 18 | 6  | 5  | 7  | 25 | 31 | 17    |
| 5    | Cerro                | 18 | 3  | 10 | 5  | 24 | 26 | 16    |
| 6    | Racing Montevideo    | 18 | 5  | 5  | 8  | 30 | 45 | 15    |
| 7    | Rampla Juniors       | 18 | 6  | 3  | 9  | 25 | 28 | 15    |
| 8    | Liverpool            | 18 | 3  | 8  | 7  | 23 | 30 | 14    |
| 9    | Montevideo Wanderers | 18 | 3  | 6  | 9  | 23 | 35 | 12    |
| 10   | Fénix                | 18 | 3  | 5  | 10 | 26 | 41 | 11    |

G = Partite giocate; V = Vittorie; N = Nulle/Pareggi; P = Perse; GF = Goal fatti; GS = Goal subiti; 

## Classifica marcatori
| Gol |  |  | Giocatore       | Squadra |
| --- |  |  | --------------- | ------- |
| 18  |  |  | Alberto Spencer | Peñarol |